# Aplacophora
Aplacophores
Classe
Les Aplacophores (Aplacophora) sont une classe de mollusques vermiformes qui font l'objet d'âpres discussions dans la communauté scientifique quant à leur position systématique.
Les Aplacophores ont été découverts au début du XXe siècle.

## Caractéristiques
De petite taille et vermiformes, ils ne sont pas pourvus de coquille mais leur manteau secrète de petites spicules qui pourraient bien être l'ébauche d'une coquille.
Leur cavité palléale abrite les branchies sur laquelle débouche l'anus et les orifices urinaires. Ils possèdent une radula pour se nourrir.
D'un point de vue évolutif, ils sont plutôt primitifs, car relativement proches de leur ancêtre (l'apparition de cette classe serait antérieure à l'apparition de la coquille chez les mollusques) et constituent donc une classe archaïque des mollusques.

## Liste des ordres
- Solénogastres
- Caudofovéates

Les Solénogastres et les Caudofovéates sont devenus deux classes à part entière dans l'embranchement des Mollusques.

## Liste des sous-classes
Selon ITIS (8 oct. 2010) :
- sous-classe Chaetodermomorpha
  - famille Chaetodermatidae Ihering, 1876
  - famille Limifossoridae Salvini-Plawen, 1968
  - famille Prochaetodermatidae Salvini-Plawen, 1968
- sous-classe Neomeniomorpha
  - ordre Cavibelonia
    - famille Acanthomeniidae
    - famille Amphimeniidae Salvini-Plawen, 1972
    - famille Drepanomeniidae Salvini-Plawen, 1978
    - famille Epimeniidae
    - famille Pararrhopaliidae Salvini-Plawen, 1978
    - famille Proneomeniidae
    - famille Rhipidoherpiidae
    - famille Rhopalomeniidae Salvini-Plawen, 1978
    - famille Simrothiellidae Salvini-Plawen, 1978
    - famille Strophomeniidae Salvini-Plawen, 1978
    - famille Syngenoherpiidae

  - ordre Neomeniamorpha Pelseneer, 1906
    - famille Hemimeniidae
    - famille Neomeniidae Ihering, 1876

  - ordre Pholidoskepia Salvini-Plawen, 1978
    - famille Dondersiidae
    - famille Gymnomeniidae
    - famille Lepidomeniidae
    - famille Macellomeniidae
    - famille Meiomeniidae
    - famille Sandalomeniidae

  - ordre Sterrofustia
    - famille Herteroherpiidae
    - famille Imeroherpiidae
    - famille Phyllomeniidae

Selon Animal Diversity Web (8 oct. 2010) :
- sous-classe Caudofoveata
  - famille Chaetodermatidae
  - famille Limifossoridae
  - famille Prochaetodermatidae
- sous-classe Solenogastres
  - ordre Cavibelonia
    - famille Acanthomeniidae
    - famille Amphimeniidae
    - famille Drepanomeniidae
    - famille Epimeniidae
    - famille Pararrhopaliidae
    - famille Proneomeniidae
    - famille Rhipidoherpiidae
    - famille Rhopalomeniidae
    - famille Simrothiellidae
    - famille Strophomeniidae
    - famille Syngenoherpiidae

  - ordre Neomeniamorpha
    - famille Hemimeniidae
    - famille Neomeniidae

  - ordre Pholidoskepia
    - famille Dondersiidae
    - famille Gymnomeniidae
    - famille Lepidomeniidae
    - famille Macellomeniidae
    - famille Meiomeniidae
    - famille Sandalomeniidae

  - ordre Sterrofustia
    - famille Herteroherpiidae
    - famille Imeroherpiidae
    - famille Phyllomeniidae

Selon NCBI (8 oct. 2010) :
- sous-classe Caudofoveata
  - super-ordre Chaetodermomorpha
    - ordre Chaetodermatida
      - famille Chaetodermatidae
      - famille Prochaetodermatidae

  - super-ordre Limifossorimorpha
    - ordre Limifossorida
      - famille Scutopodidae
- ordre Neomeniomorpha
  - famille Dondersiidae
  - famille Epimeniidae
  - famille Gymnomeniidae
  - famille Simrothiellidae